# Piper crassinervium
Piper crassinervium är en pepparväxtart som beskrevs av Carl Sigismund Kunth. Piper crassinervium ingår i släktet Piper och familjen pepparväxter. Utöver nominatformen finns också underarten P. c. tocotanum.